# Garyops depressus
Garyops depressus är en spindeldjursart som beskrevs av Banks 1909. Garyops depressus ingår i släktet Garyops och familjen Sternophoridae. Inga underarter finns listade i Catalogue of Life.